# Per Granberg

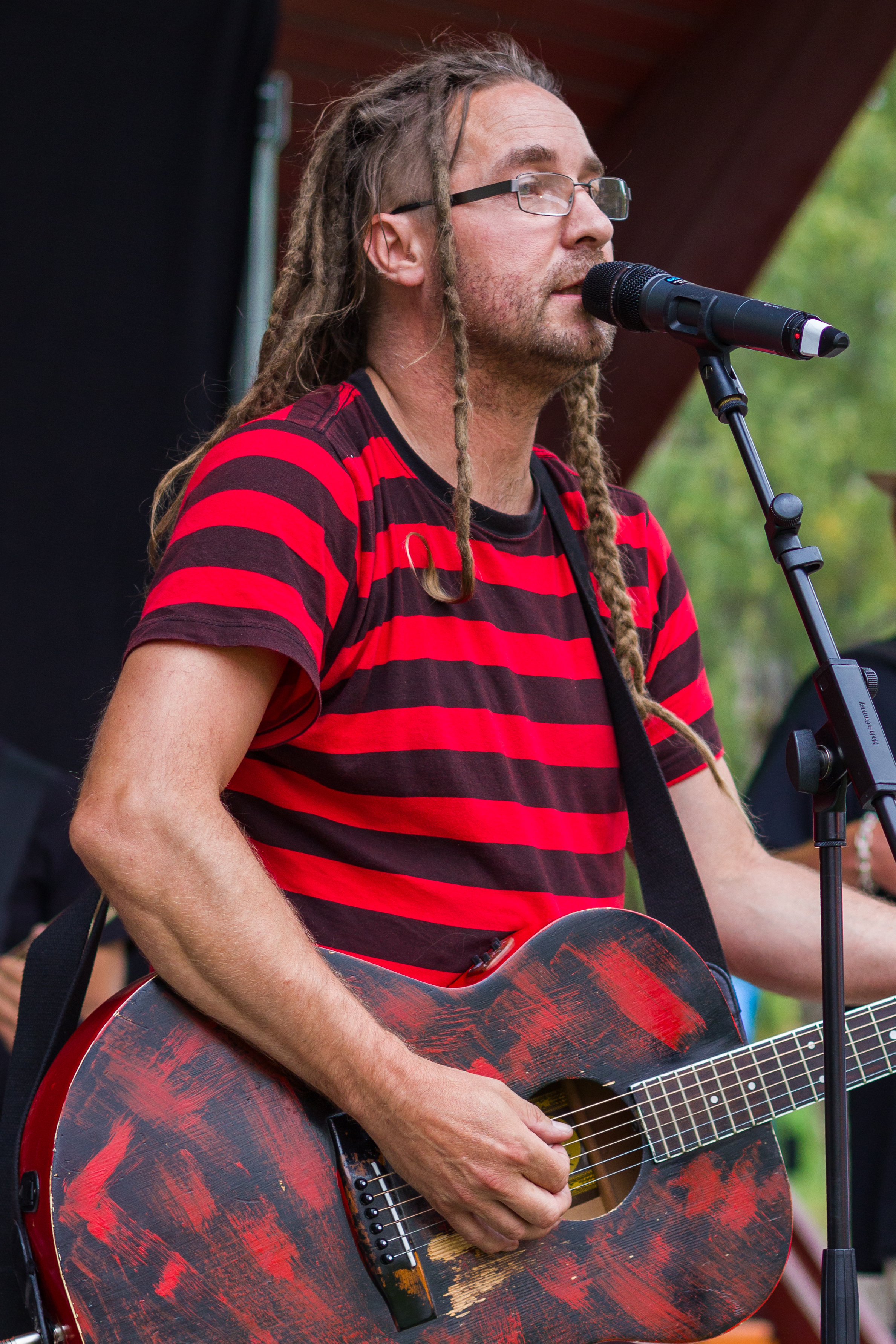
Per Granberg 2014.

Per Anders Granberg, född 19 september 1965 i Uppsala, är en svensk sångare, gitarrist och elbasist. 
År 1983 startade han punkbandet Charta 77 tillsammans med Johnny Smedberg och Martin Nordberg, ett band som han fortfarande är en central medlem i.
Granberg, som bor i Köping, startade och äger Sveriges en gång största skivbolag för punkmusik, Birdnest. I Köping har han också blivit känd för att driva musikkrogen Ögir tillsammans med sin fru Lotta. Ögir brann dock ner den 12 september 2022. För att stödja återuppbyggandet av Ögir hölls i februari 2023 en stödgala – "Ögir will arise!" – där bland annat Köttgrottorna och Coca Carola medverkade.
Dessutom är Granberg också delägare i mikrobryggeriet Västra Mälardalens Bryggeri sedan 2008, och är även en del i supergruppen Krymplings. Per Granberg äger även ett hotell i sammankoppling med Köping station.[källa behövs]
Utöver de kollektiva insatserna släppte Per Granberg sitt första soloalbum, Cirkus i mitt huvud, den 29 mars 2014. En del av låtarna på albumet handlar om den hjärnblödning som han drabbades av 2009.
Den 20 oktober 2016 gav också Granberg ut boken Trodde jag skulle ändra världen, förändrade bara mig själv på Beijbom Books förlag. Den är en livsbetraktelse genom hans låttexter. I förordet skriver Erik Niva att Granberg har sjungit om "allt ifrån globala världssamfund och internationella banksystem till långt mycket mer småskaliga strukturer och hierarkier".
Två år senare, hösten 2018, släppte han sedan boken In the land of the coffee people, som är en 200-sidig samling av teckningar gjorda av kaffe och tusch.

## Diskografi (som soloartist)
- 2014 – Cirkus i mitt huvud

## Filmografi
- 1996 – The Return of Jesus, Part II (producent)